# Jacques Houzeau
Jacques Houzeau , né en 1624 à Bar-le-Duc (Lorraine), et mort le 18 mai 1691 à Paris, est un sculpteur français.

## Biographie
Jacques Houzeau est le fils de Jacques Houzeau, marchand hôtelier à Bar-le-Duc, et de sa femme, Barbe Collin.
Jacques Houzeau s'est marié, par contrat du 28 février 1648, avec Françoise Lange (†1661), fille de Claude Lange, trésorier et payeur de la gendarmerie de France, qui lui apporte 3 500 livres. Il habite alors sur le parvis Notre-Dame. En 1648, il demeure ou il a son atelier sous l'une des "ailes" du pont Marie. Il s'est marié en secondes noces, le 14 janvier 1674, avec Catherine Le Hongre (1661- ), fille d'Étienne Le Hongre et de Marguerite Guichard.
Nommé sculpteur des bâtiments du roi en 1663, il entre à l'Académie royale l'année suivante.
Ses œuvres majeures décorent le parc du château de Versailles. Il travailla également à la décoration du Palais du Louvre à Paris et à celle des châteaux de Clagny, de Fontainebleau et de Vincennes ainsi qu'au château de Vaux-le-Vicomte.
Dès 1656 il a travaillé pour Louis Le Vau, Michel Villedo et Bergeron sur des chantiers d'hôtels particuliers parisiens. En 1656 et 1657, il travaille sous les ordres de Louis Le Vau sur les boiseries de la grande chanmbre de la maréchale de Meilleraye dans l'hôtel de l'Arsenal et sculpte seul les cariatides de l'alcôve. 
Louis Le Vau, Michel Villedo et Bergeron l'ont introduit sur le chantier du château de Vaux-le-Vicomte. Par comparaison avec la statue le Colérique réalisée pour le parc du château de Versailles, Bénédicte Garnier et Françoise de La Moureyre ont proposé de lui attribuer, avec Jean Blanchard et François Girardon, les stucs des termes du grand salon du château de Vaux-le-Vicomte, sculptés en 1658. Dans l'inventaire après décès de sa première épouse, il est noté qu'il est un des créanciers de Fouquet pour des ouvrages faits à Vaux « au service de Vildo et Bergeron ». Bien qu'il ait quitté ce chantier à cette date, il est rappelé en juin 1665 avec le marbrier Legrue pour faire l'inventaire de toutes les sculptures du domaine.
Le 3 juin 1661, il signe un contrat pour la réalisation du tombeau du duc de Brissac. Il commence à travailler au château de Versailles en 1664. En 1674, Charles Le Brun lui confie la réalisation d'une statue d'un des quatre tempéraments, le Colérique, dont le peintre avait fait le dessin. Il s'est fait assister pour sa réalisation par Pierre Vernais.

## Galerie

Œuvres de Jacques Houzeau
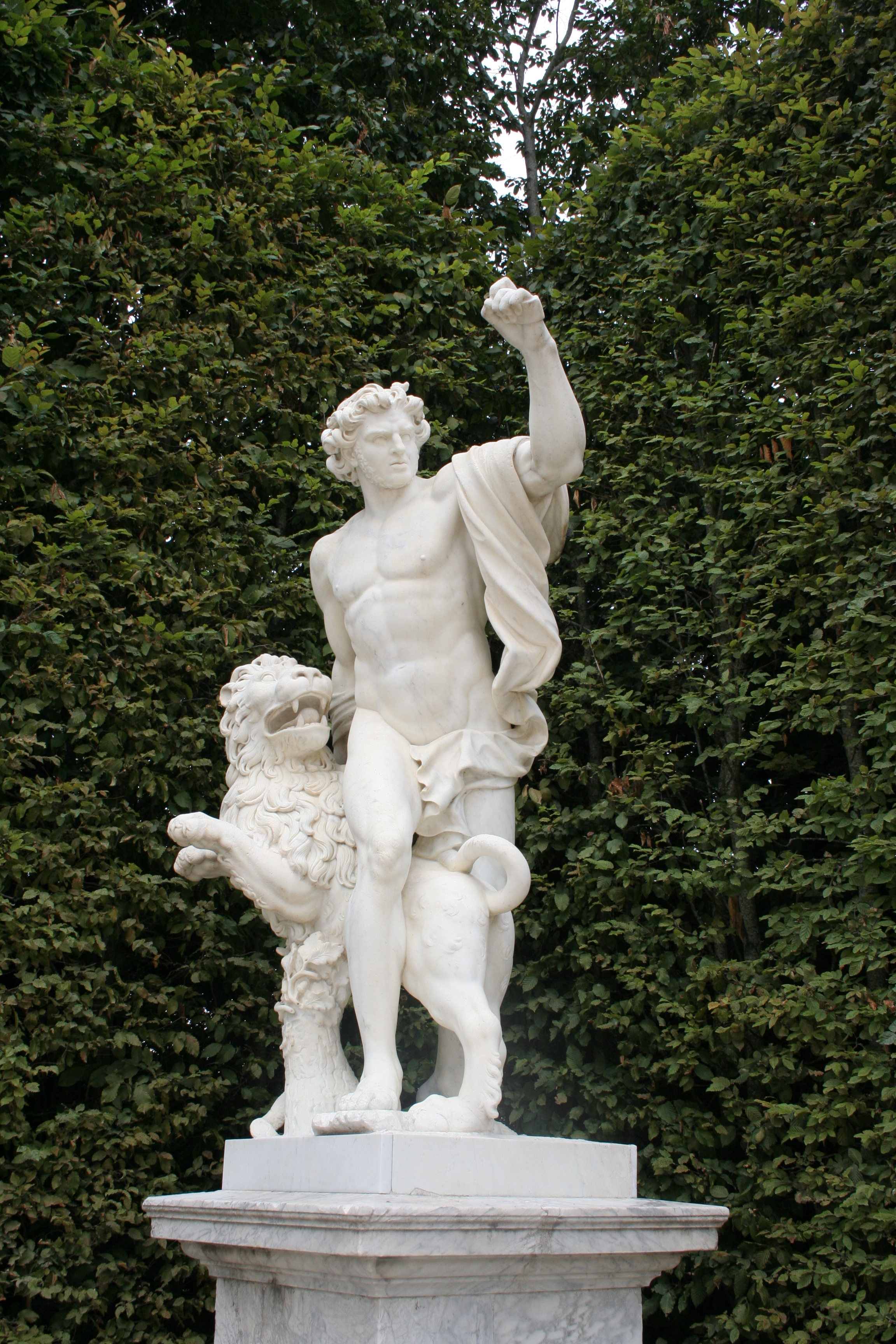
Le Colérique, bassin des Nymphes, parc du château de Versailles.
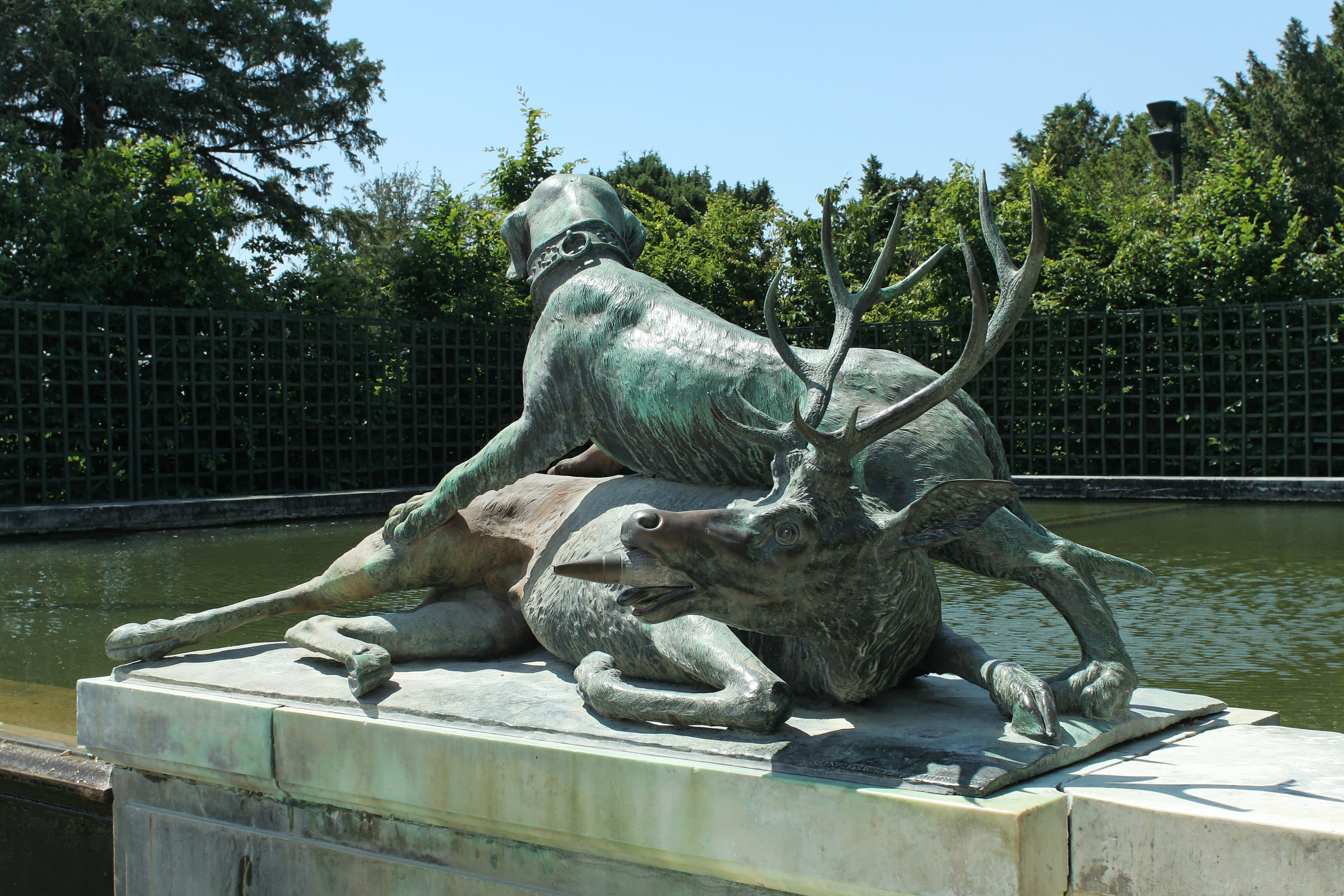
Un Limier terrassant un cerf, crachant de l'eau (1687), les Cabinets des combats des animaux, à la fontaine du Point du Jour, parc de Versailles.
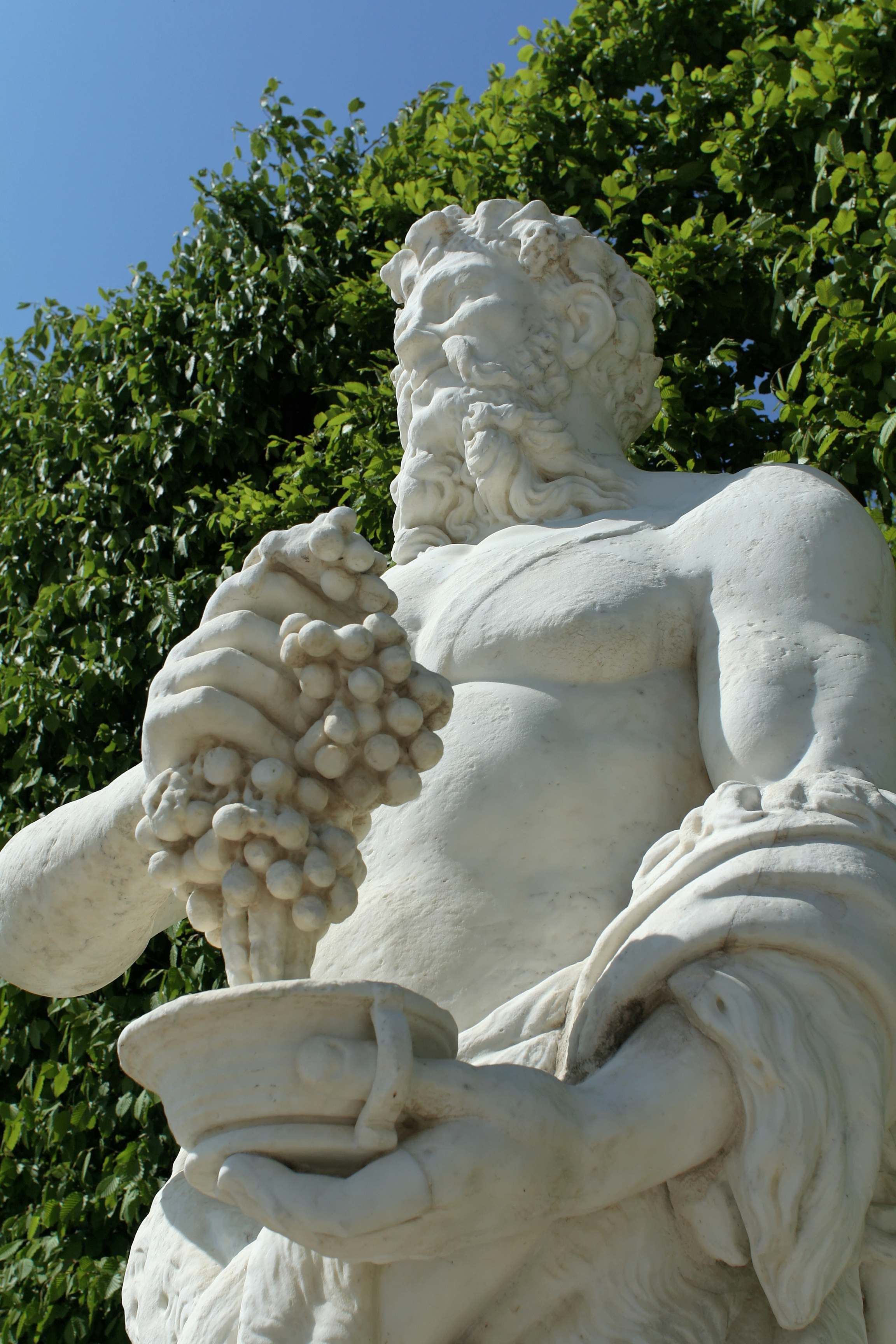
Faune (détail), demi-lune du parterre de Latone, parc de Versailles.

## Source
- Notice biographique (non sourcée) de Jacques Housseau sur Wikiphidias.